# Zeitschrift für Theologie
Die Zeitschrift für Theologie, kurz ZTh ist eine katholische Zeitschrift der 1840er Jahre.
Die Zeitschrift war ein „Publikationsorgan“ der Katholischen-Theologischen Fakultät der Albert-Ludwigs-Universität Freiburg und geprägt von der Tübinger Schule und dem Reformkatholizismus. Herausgeber waren die Freiburger theologischen Professoren Johann Leonhard Hug (1765–1846), Franz Anton Staudenmaier (1800–1856), Johann Baptist von Hirscher (1788–1865), Alois Vogel (1800–1865), Adalbert Maier (1811–1889), Peter Schleyer (1810–1862) sowie Franz Xaver Werk (1769–1856). Verlagshaus war die Wagnersche Buchhandlung in Freiburg im Breisgau und gab die vierteljährliche Zeitschrift für Theologie von der Erstausgabe 1839 bis zur Einstellung 1849 heraus.